# Corpus cavernosum clitoridis

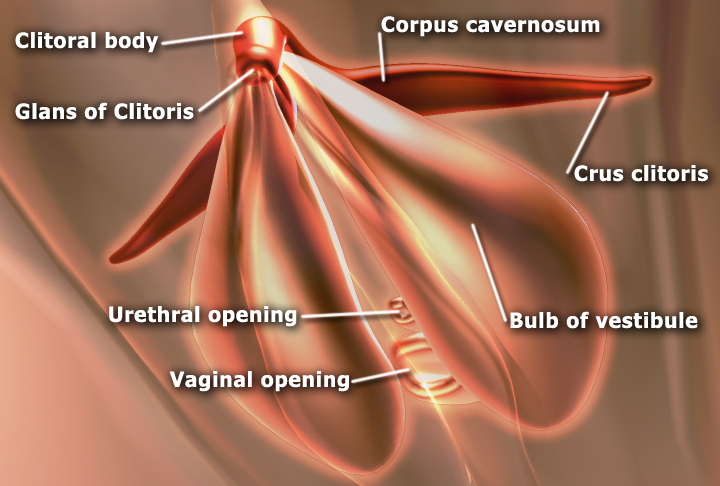
Toont de deelgebieden van de clitoris. Gebieden omvatten de glans clitoridis, zwellichaam, crura clitoridis. Toont ook de bulbus vestibuli vaginae en corpora cavernosa clitoridis

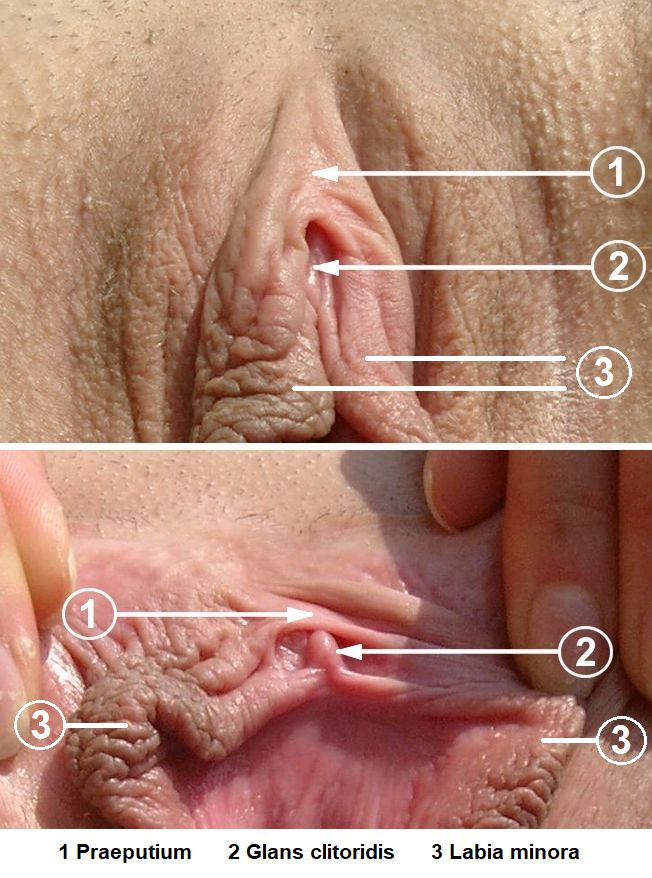
clitorisvoorhuid (1), glans clitoridis (2) en binnenste schaamlippen (3).

Het corpus cavernosum clitoridis (meervoud:corpora cavernosa clitoridis) is het zwellichaam van de clitoris, dat bestaat uit gebieden met sponsachtig, erectiel weefsel dat zich vult met bloed tijdens een erectie, waarvan er twee aanwezig zijn. Het sponsachtig weefsel bevat onregelmatige met bloed gevulde ruimtes, bekleed met endotheel en gescheiden door tussenschotten (trabekels) van bindweefsel. De twee corpora cavernosa clitoridis vormen een omgkeerde V onder een hoek met een gemiddelde waarde van 85° (50 - 95°). 
Het ontwikkelt zich vanuit de tuberculum genitale in het embryo. en is homoloog aan het corpus cavernosum penis.

## Structuur
De twee corpora cavernosa clitoridis zijn opzwelbare erectiele weefsels van de clitoris. Ze zijn langs hun mediale oppervlakken met elkaar verbonden door een onvolledig vezelig, kamvormig tussenschot. Elk corpus cavernosum clitoridis is verbonden met de rami van het schaambeen en zitbeen door een crus clitoridis. Er is een verbinding met de musculus ischiocavernosus. Bij een volwassene kan elk exemplaar tot 7 cm lang zijn.
De clitoris heeft ook twee bulbi vestibuli vaginae (of corpus spongiosum) onder de huid van de binnenste schaamlippen (bij de ingang van de vagina), die tegelijkertijd met de glans clitoridis groter worden en zo de uiteinden van de corpora cavernosa clitoridis bedekken. Ze bestaan uit langwerpig, erectiel weefsel, die de vaginale opening flankeren en zich vooraan verenigen in een smalle bolvormige naad. Hun achterste uiteinden zijn verbreed en staan in contact met de grotere vestibulaire klieren. Hun voorste uiteinden lopen taps toe en worden naadvormig verbonden en ook met de clitoris door twee dunne banden erectiel weefsel. De bulbus vestibuli vaginae hebben wijde, dunwandige, sponsachtige bloedvaten. Het wordt niet veel groter tijdens erectie, in tegenstelling tot het corpus cavernosum clitoridis. Dit komt door het feit dat de bulbus vestibuli vaginae voor een groter deel uit fibreus weefsel bestaat en minder 'lege ruimte'. Een ander verschil met het corpus cavernosum clitoridis is dat de bloeddoorstroming tijdens de erectie constant blijft in de bulbus vestibuli vaginae.

## Fysiologie
Zwelling van de zwellichamen vindt plaats door vaatverwijding. Deze vaatverwijding treedt op door het ontspannen van gladde spiercellen. Dit is het gevolg van een spinale reflex die kan optreden als gevolg op verschillende stimuli, waaronder aanrakingen, geuren, geluiden of (seksuele) gedachten. Door de vaatverwijding vindt er meer doorbloeding plaats van de zwellichamen. Tegelijkertijd vindt samentrekking plaats van de bekkenbodemspieren. Hierdoor stijgt de bloeddruk in deze bloedvaten, waardoor de snelheid van de bloedstroom afneemt. De verhoogde doorstroming en verhoogde weerstand van de bloedvaten leidt tot opzwelling van de corpora cavernosa clitoridis, met als gevolg een erectie.
De vaatverwijding wordt ook beïnvloed door het parasympathische zenuwstelsel. Parasympathische zenuwen innerveren de gladde spiercellen in de zwellichamen. Ook komt er acetylcholine vrij uit de endotheelcellen. Dit leidt tot aanmaak van stikstofmonoxide. Het effect hiervan kan zowel in de cel zelf als in de omgevende cellen (door middel van diffusie) optreden en bestaat uit ontspanning van de arteria cavernosalis van de clitoris en de nabijgelegen spier, in een proces dat vergelijkbaar is met mannelijke opwinding. Er stroomt meer bloed door de slagaders van de zwellichamen van de clitoris en de druk in de corpora cavernosa clitoridis stijgt. De clitoris wordt volgepompt met bloed, waardoor de glans clitoridis naar voren komt met een verhoogde gevoeligheid voor fysiek contact.

## Klinische betekenis
De corpora cavernosa clitoridis kan in omvang afnemen vóór de menopauze. Dit kan het seksueel genot bij sommige vrouwen aantasten.

## Fotogalerij

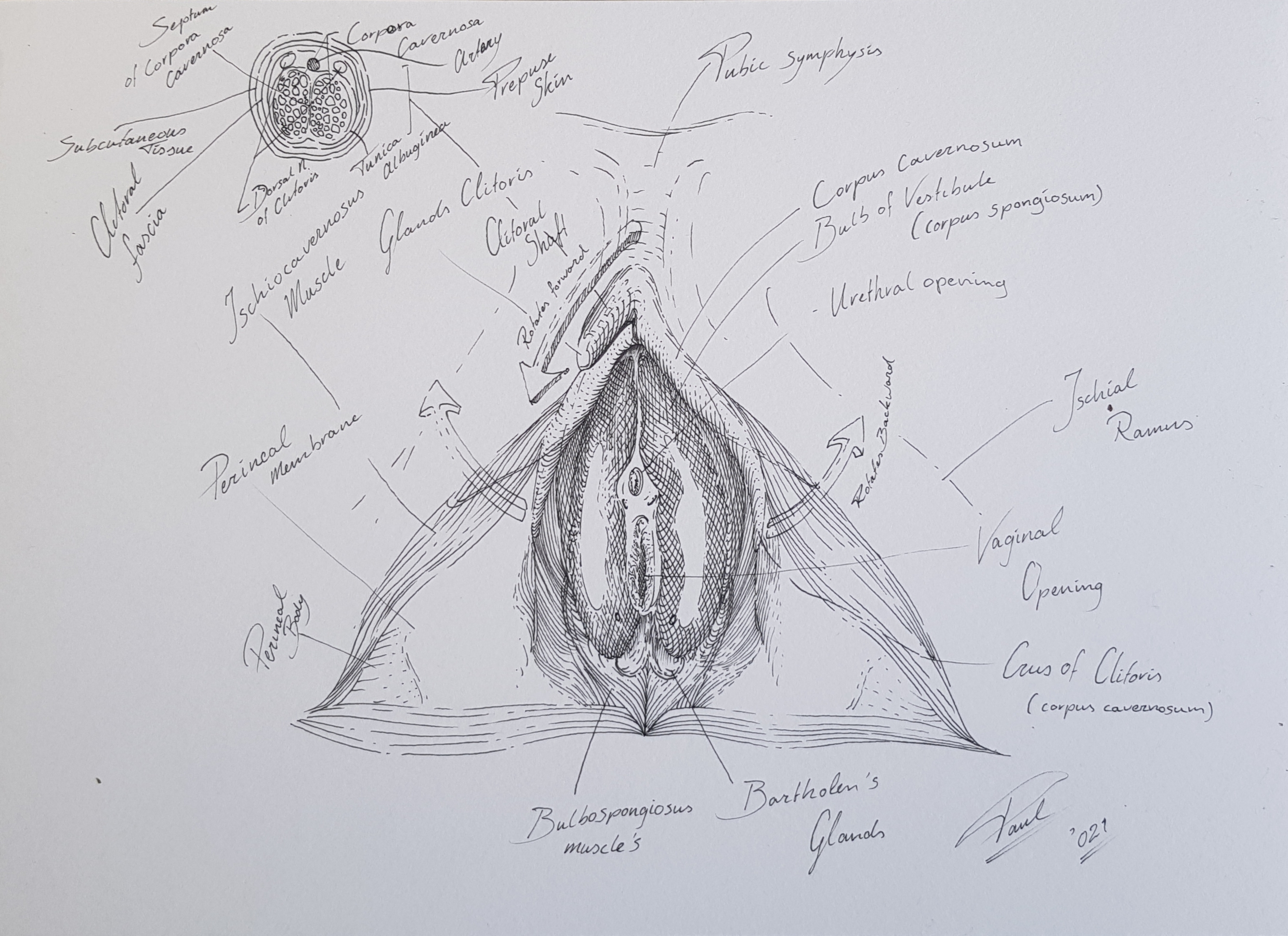
Vagina
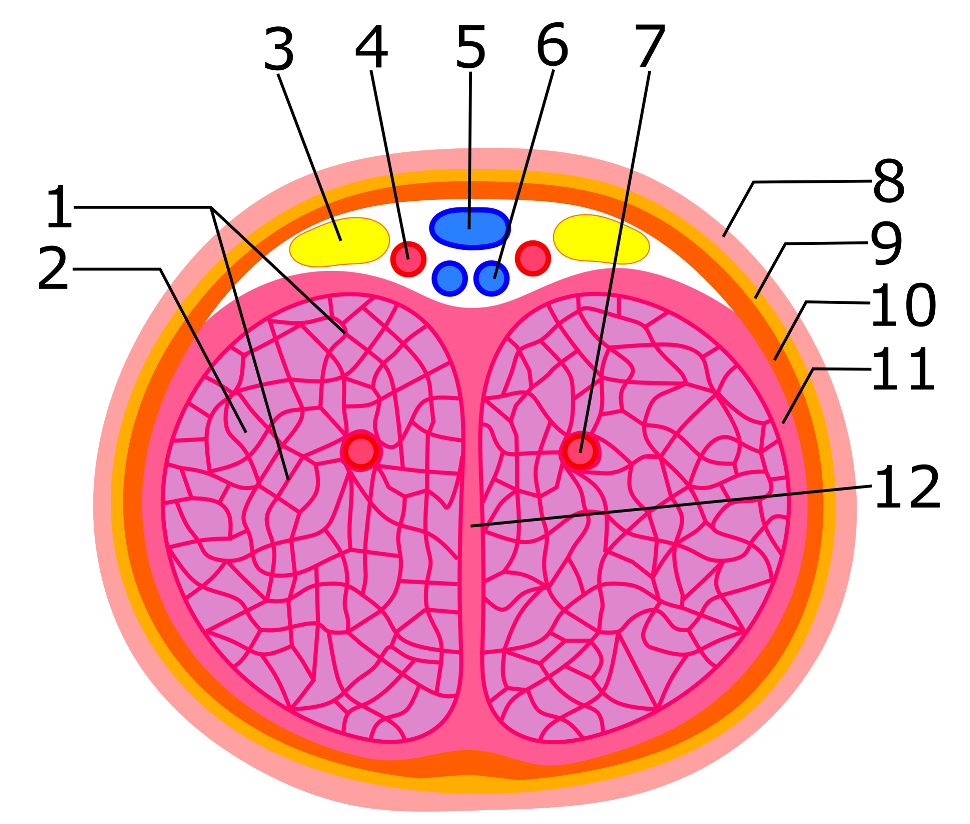
Clitoris: 1. Trabekels van de corpora cavernosa clitoridis; 2. Caverneuze ruimtes (sponsachtige bloedvaten); 3. Dorsale zenuw van de clitoris; 4. Dorsale slagader van de clitoris; 5. Oppervlakkige dorsale aderen van de clitoris; 6. Diepe dorsale ader van de clitoris; 7. Diepe slagaders van de clitoris; 8. Huid; 9. Vliezige laag van onderhuids weefsel; 10. Clitorale fascie; 11. Tunica albuginea; 12. Tussenschot van de clitoris.
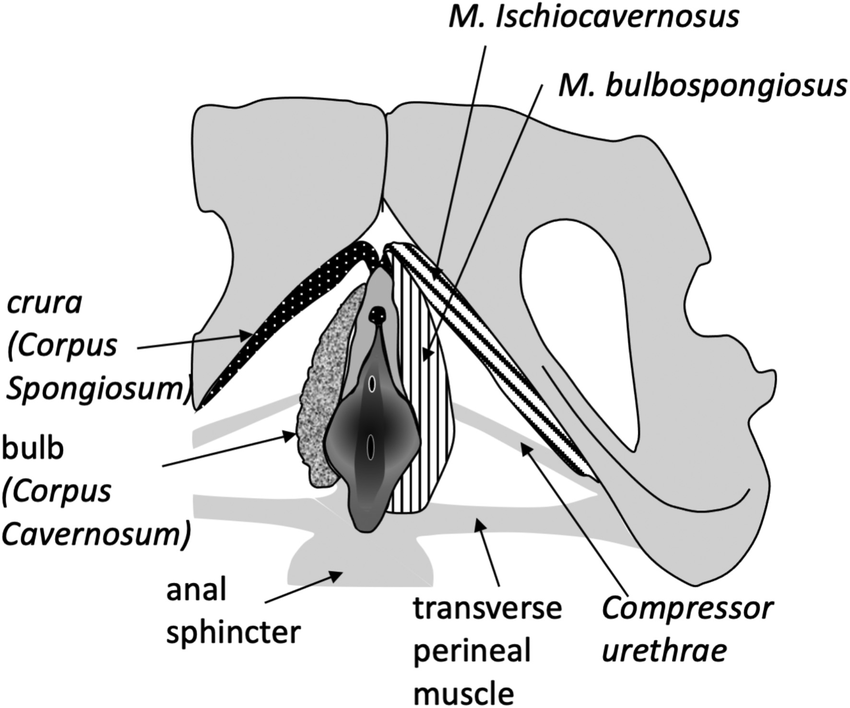
Clitoris en de hechting ervan aan het bekken en delen van de bekkenbodem.